# 后里馬場
24°18′24″N 120°43′47″E / 24.306756°N 120.729662°E

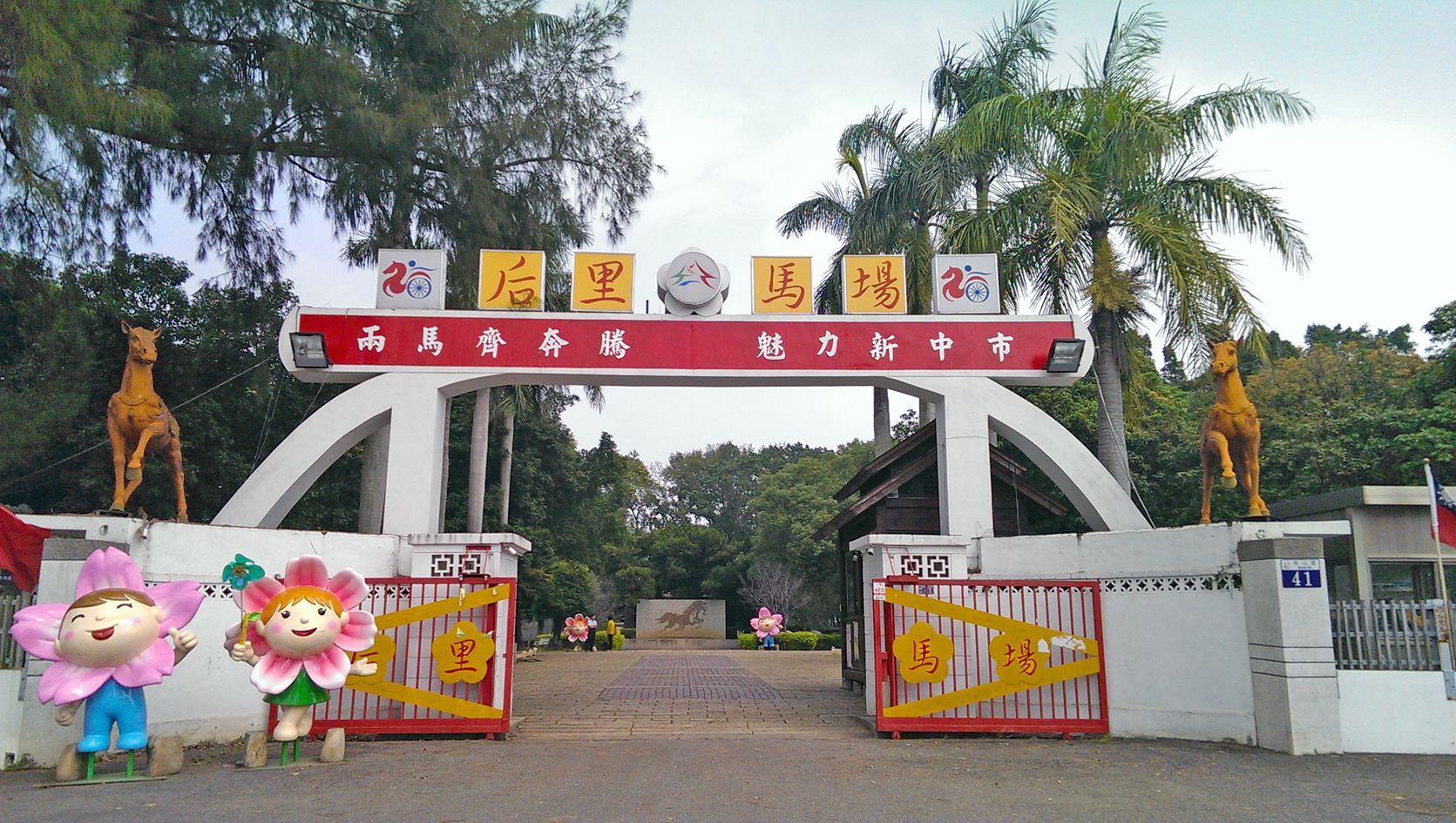
后里馬場入口

后里馬場是一座位於台中市后里區的公營馬場，曾是台灣日治時期唯一的軍用馬場，1997年後轉為觀光型馬場。

## 歷史
馬場內的第一馬廄、第二馬廄及場本部興建於1912年，1937年成立台灣總督府產馬牧場，佔地11公頃。后里馬場是日治時代全台九座馬場中，唯一保留下來的馬場。
1952年由中華民國國軍接管，改為國防部聯勤種馬牧場，替國軍訓練繁殖軍需馬匹，供國家傳統騎兵騎乘。1997年，后里馬場移交臺中縣政府，成為全國唯一公辦公營的馬場。
2018年臺中世界花卉博覽會，后里馬場為后里馬場森林園區的展覽館，為了花博不僅修復古蹟及歷史建物，並新建全國規模最大、符合國際標準的馬術競技場，園區所有工程於2018年6月29日完工。花博期間也邀請哈薩克阿拉木圖馬術特技團駐點演出。

## 文化資產
2016年2月4日，台中市政府公告，后里馬場2棟馬廄、場本部及2座紀念碑指定為台中市市定古蹟「后里馬場馬廄、場本部、紀念碑」，場長宿舍登錄為台中市歷史建築「后里馬場場長宿舍」。
2016年3月7日，再將馬場前半部區域劃為文化景觀。

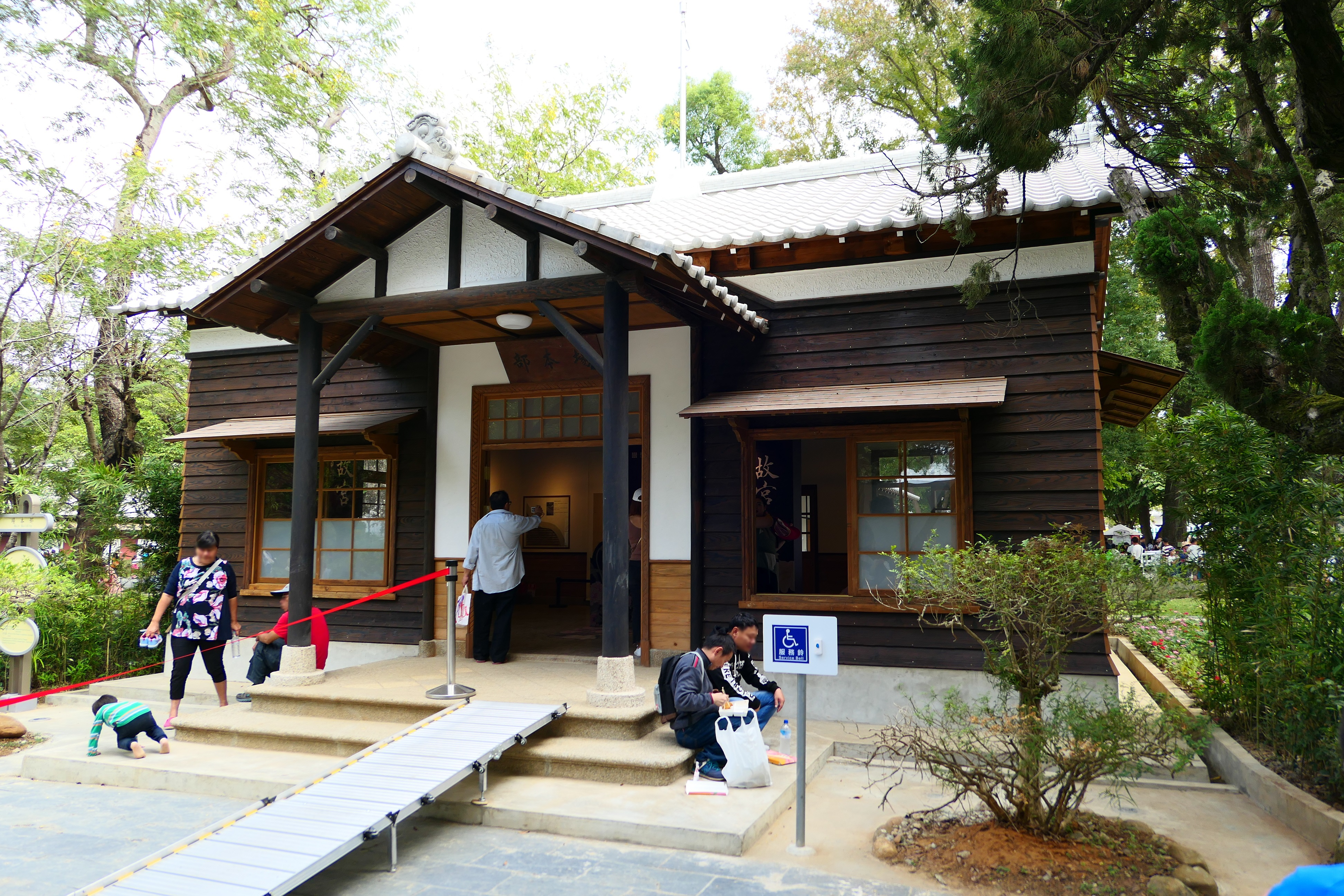
場本部（正面）
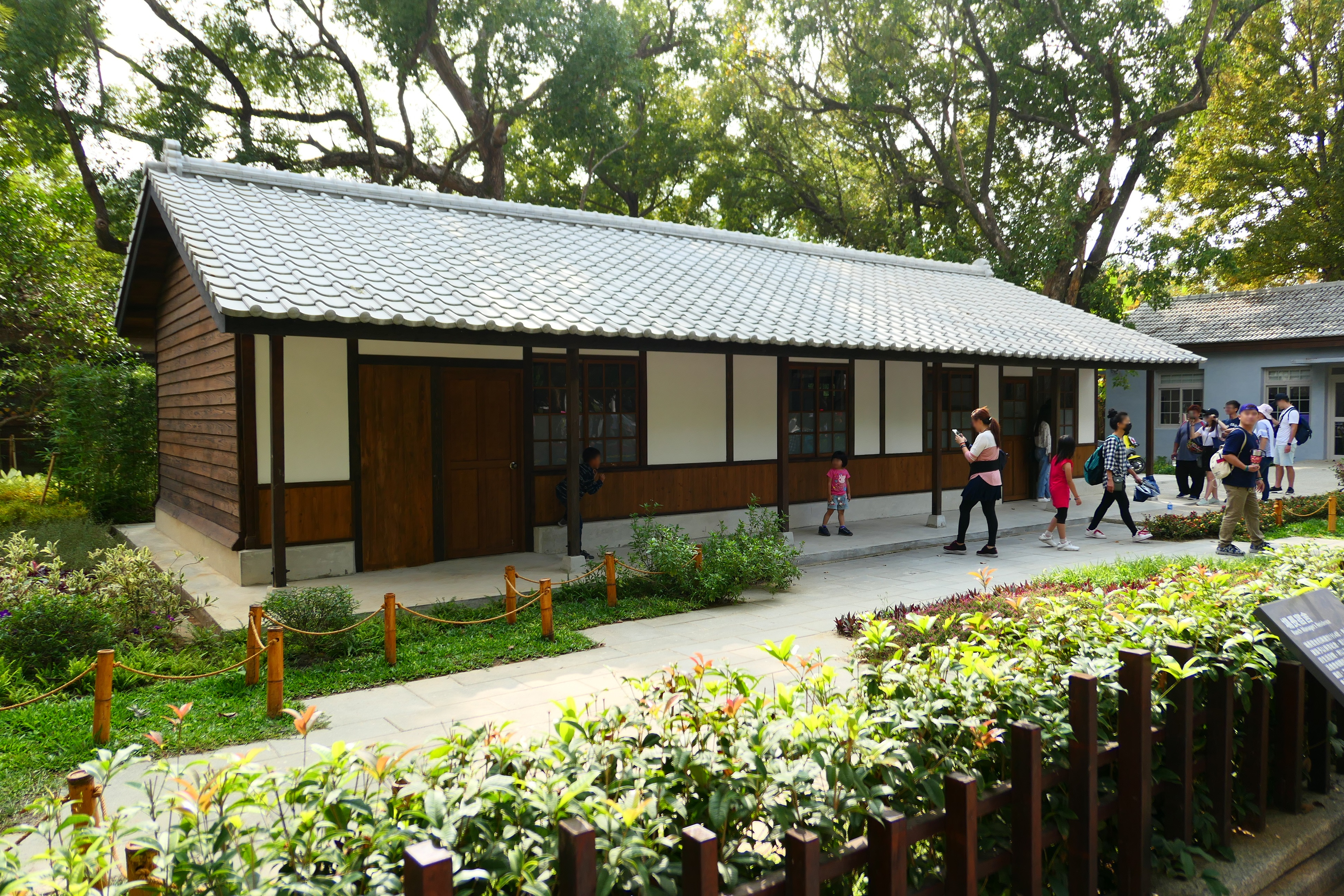
場長宿舍
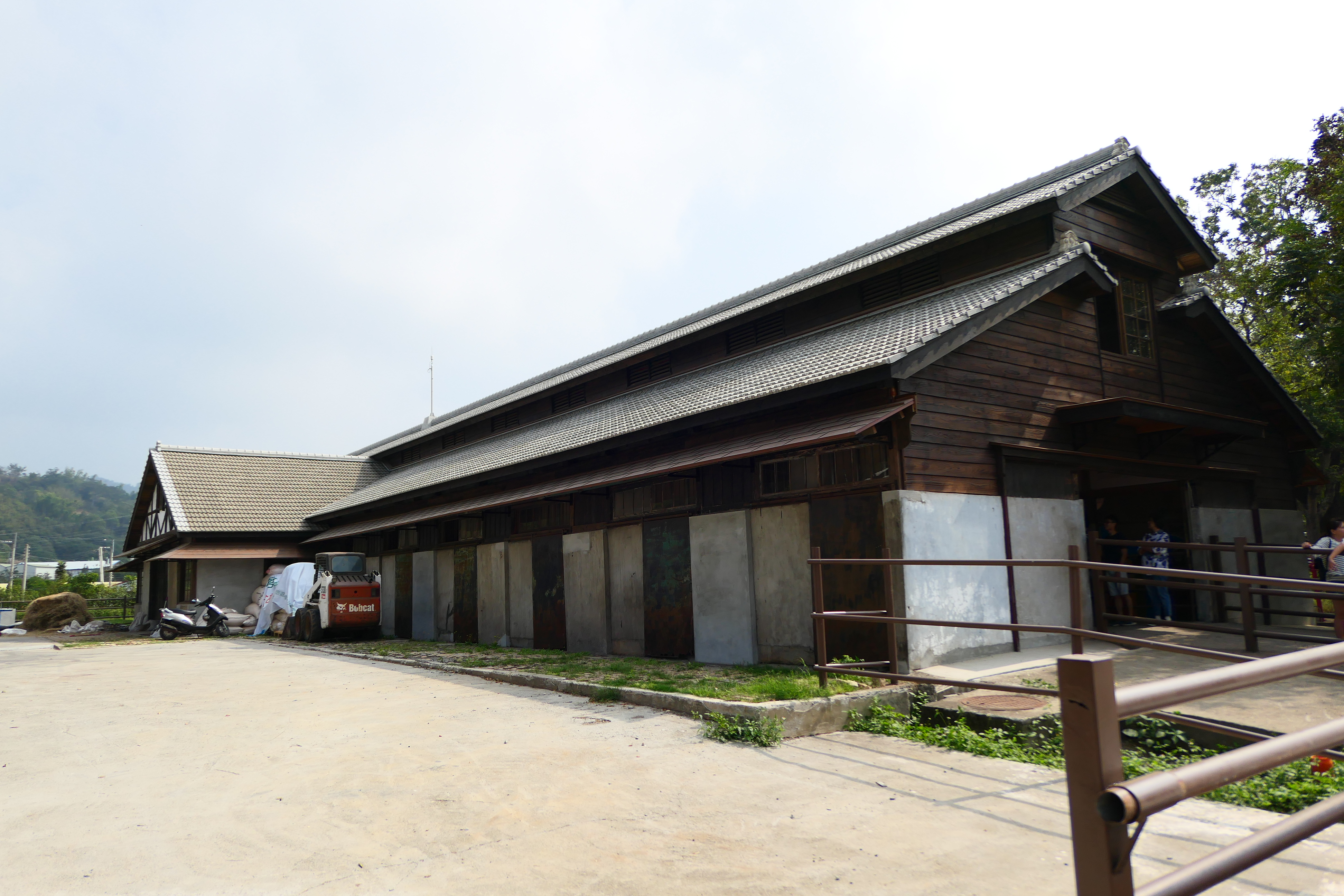
第一馬廄
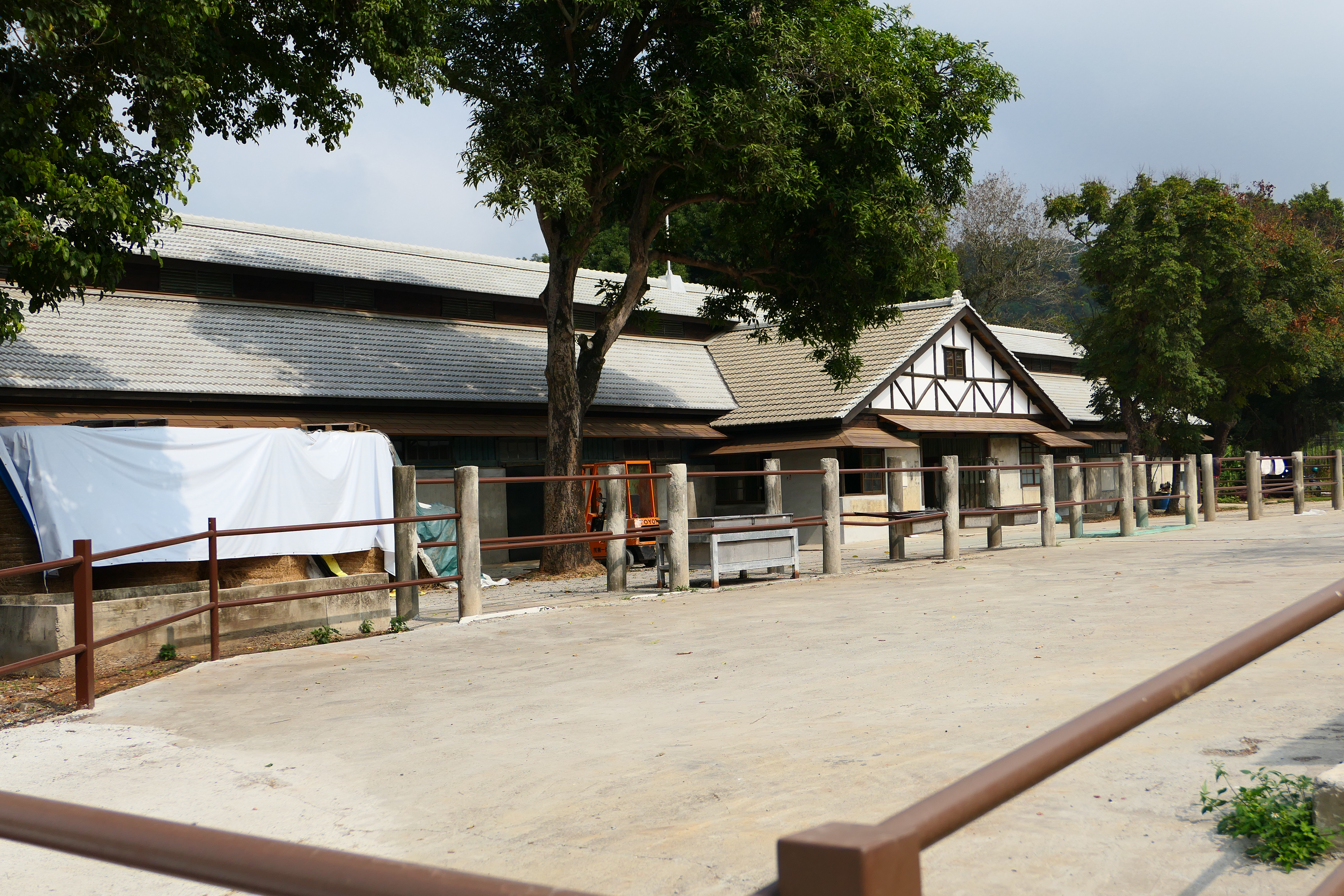
第二馬廄
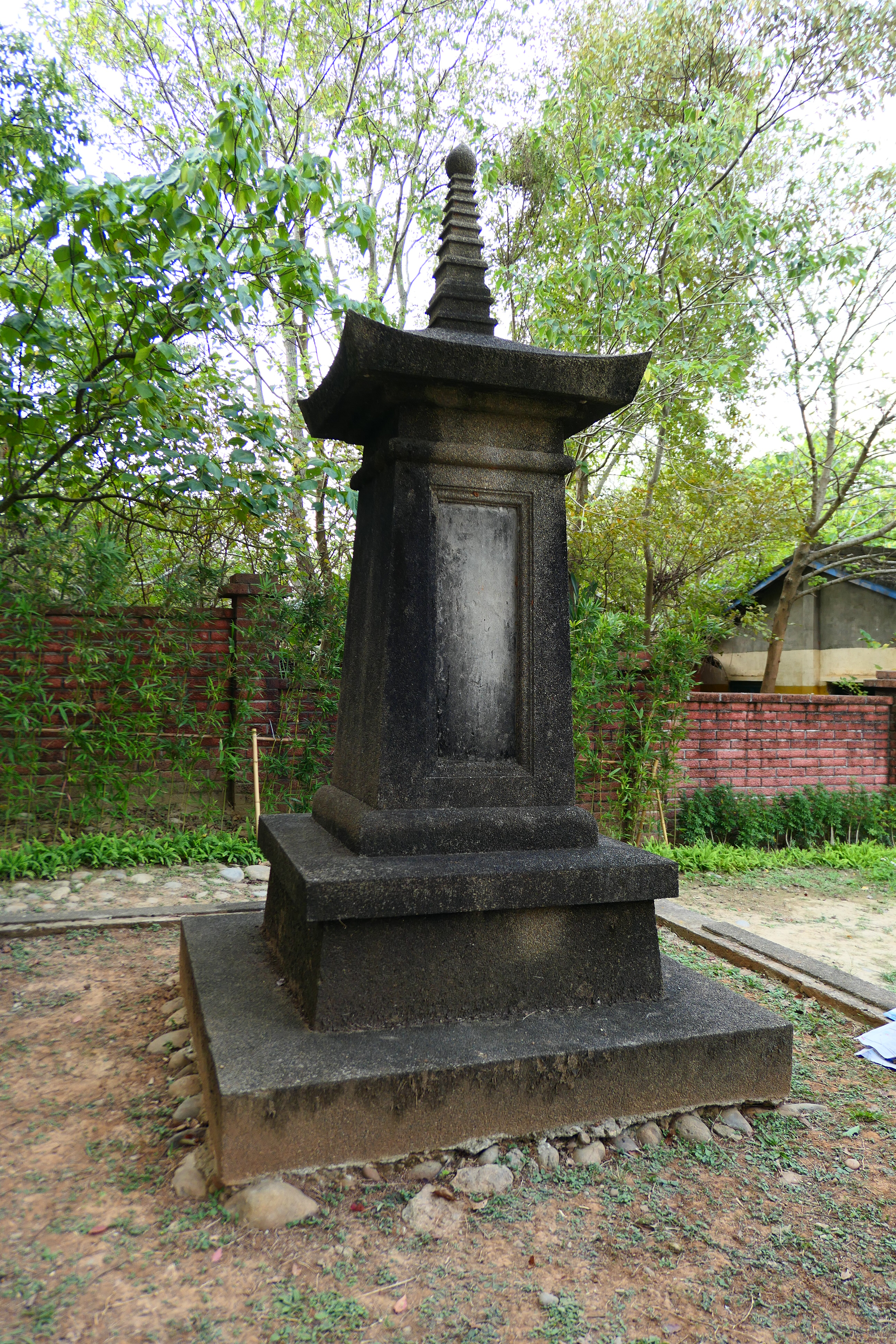
佐佐木教練紀念碑
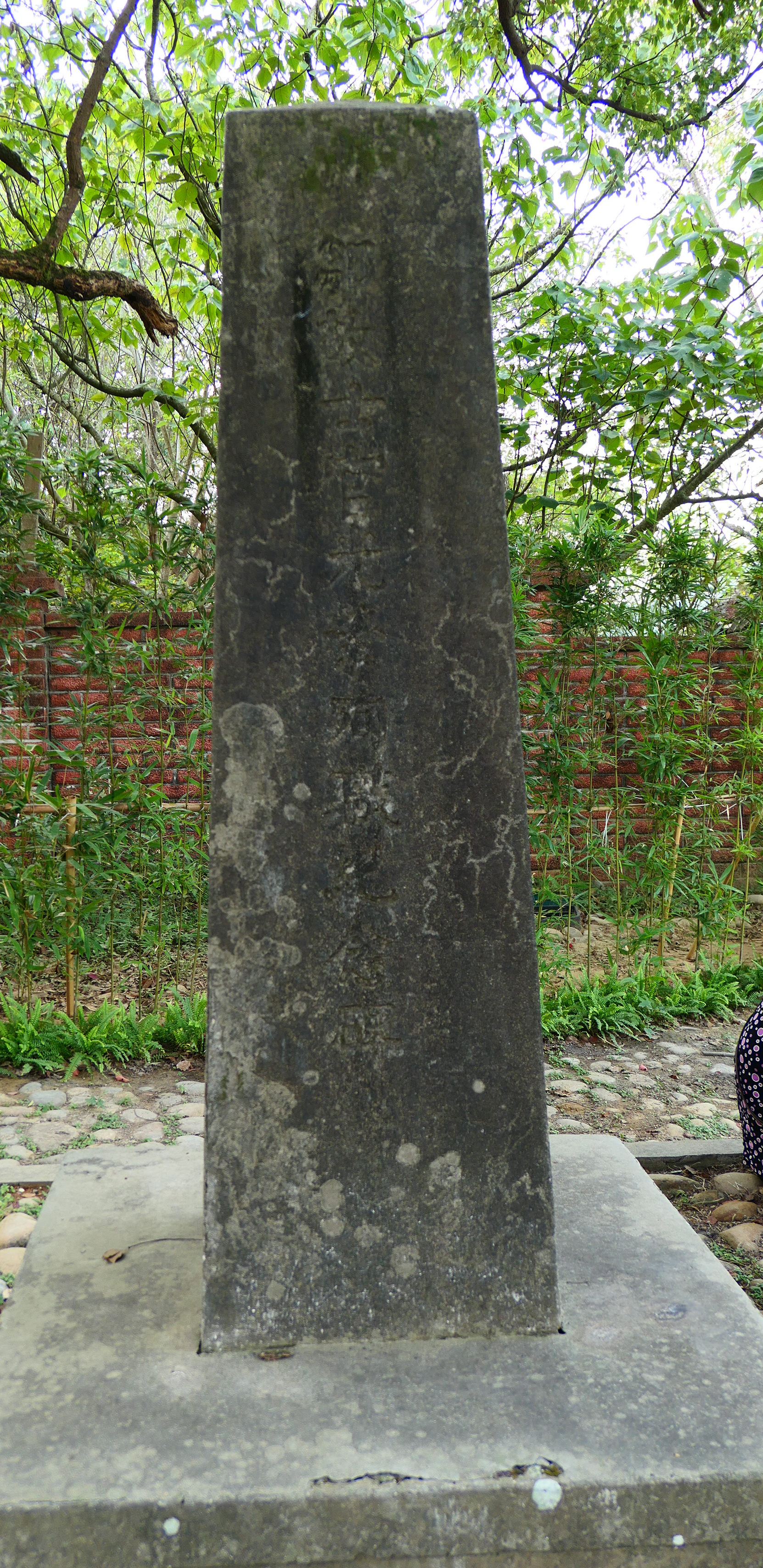
鄒光榮紀念碑

## 臺中花博后里馬場森林園區
- 主題：花馬樂園、森林花園
- 特色：生態─Green─綠色共生
- 展館：花豔館、馬術障礙超越競技場、發現館、探索中心
- 面積：30.04公頃

## 圖片集

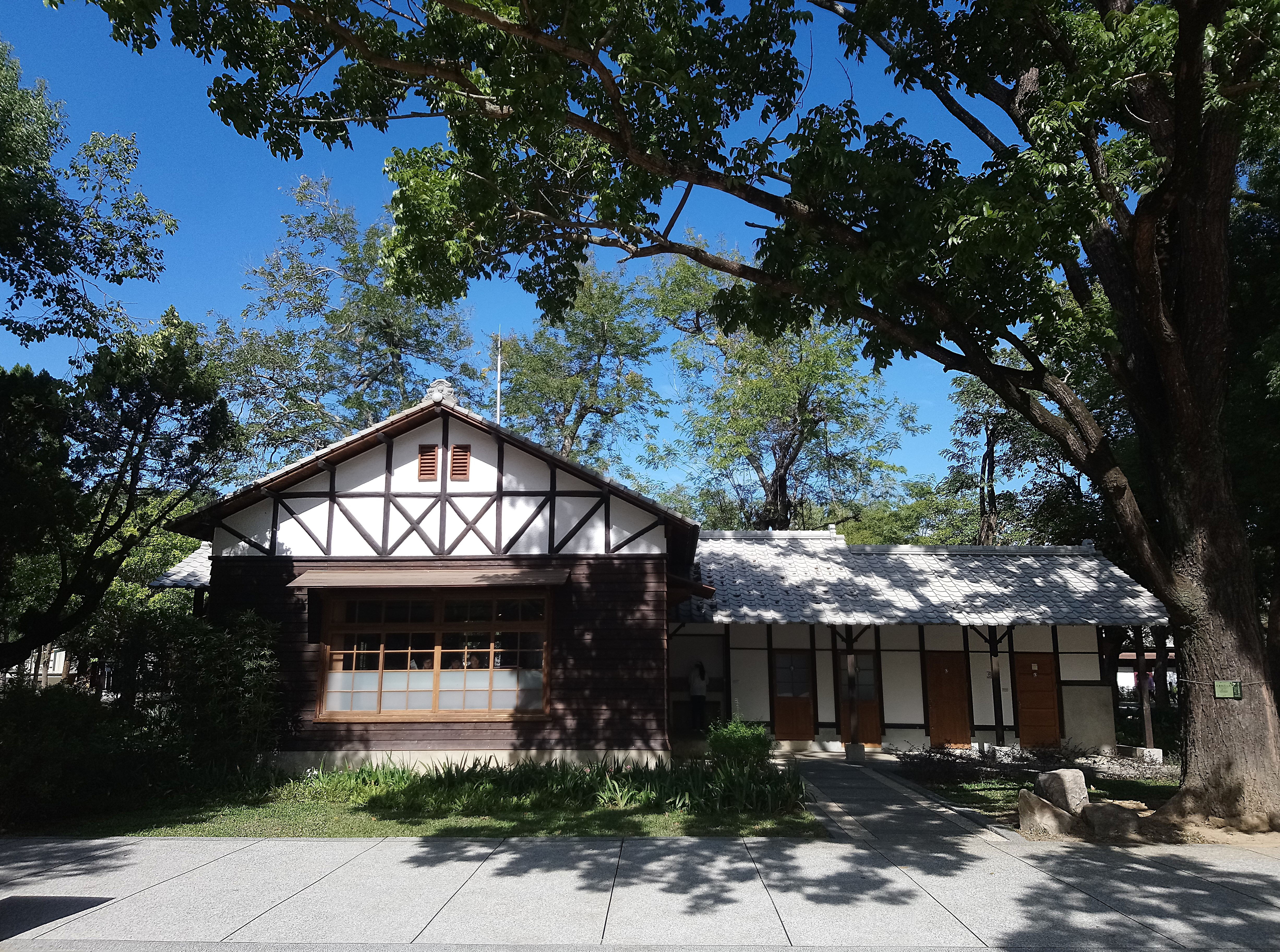
場本部（側面）
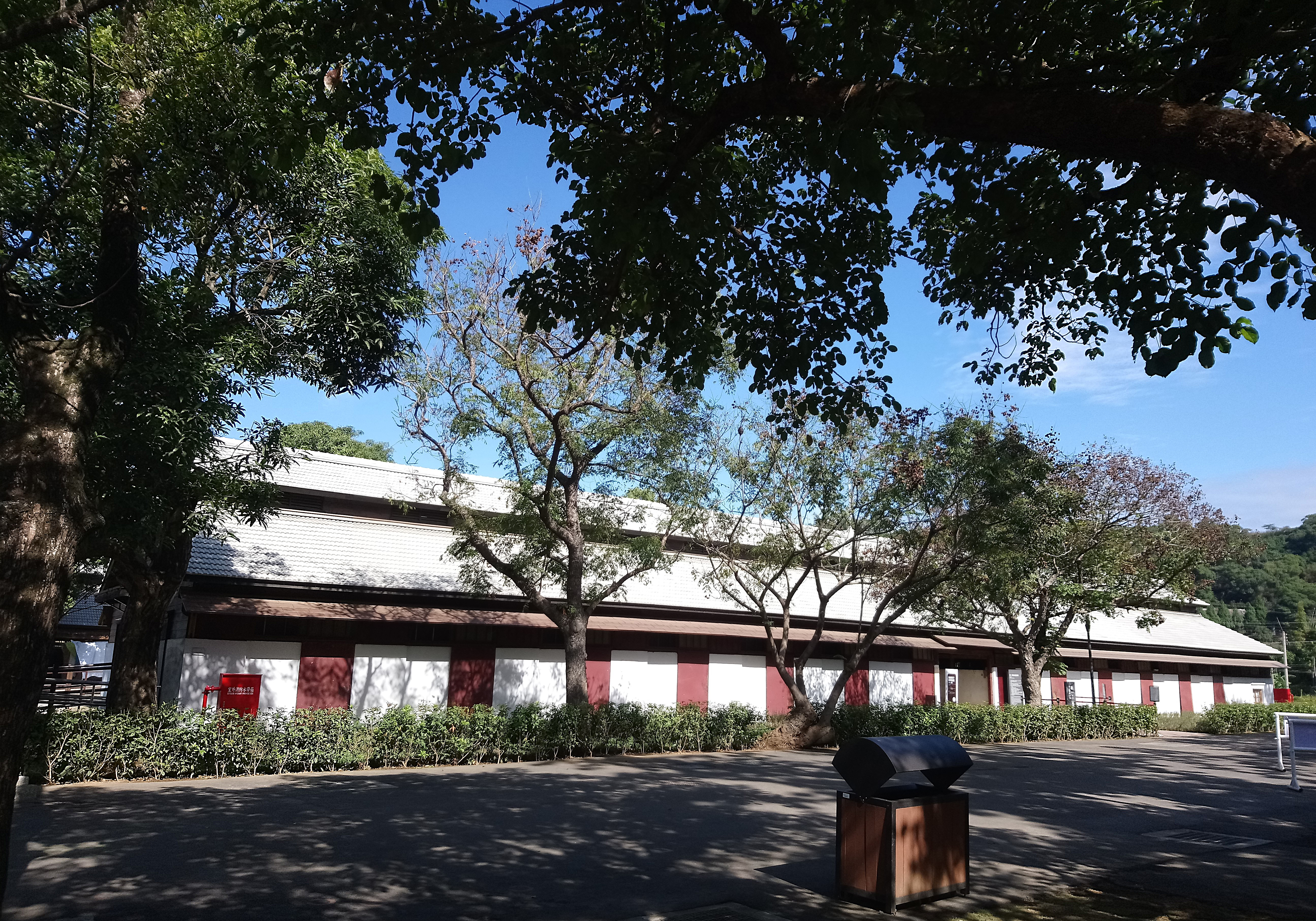
第一馬廄
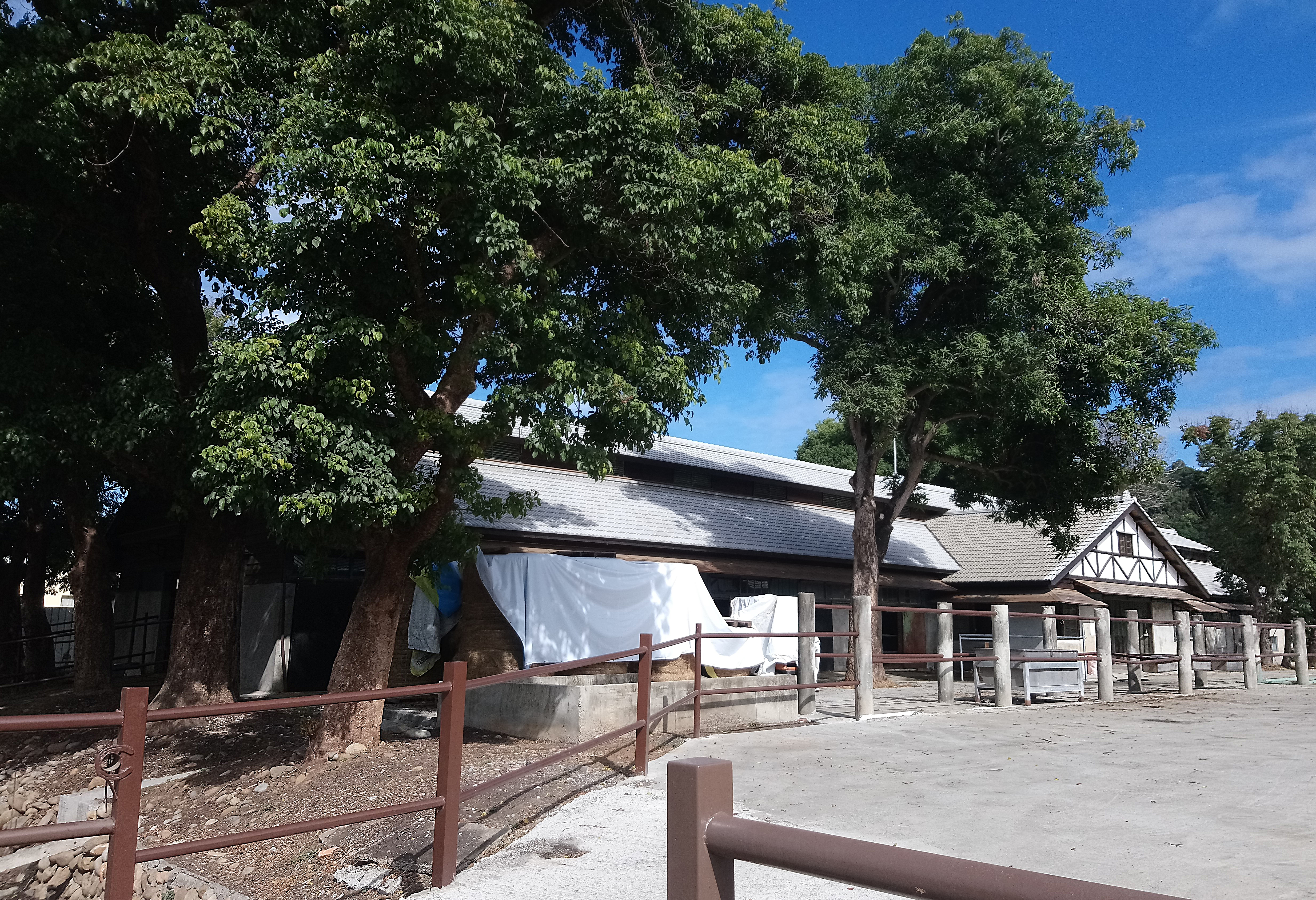
第二馬廄
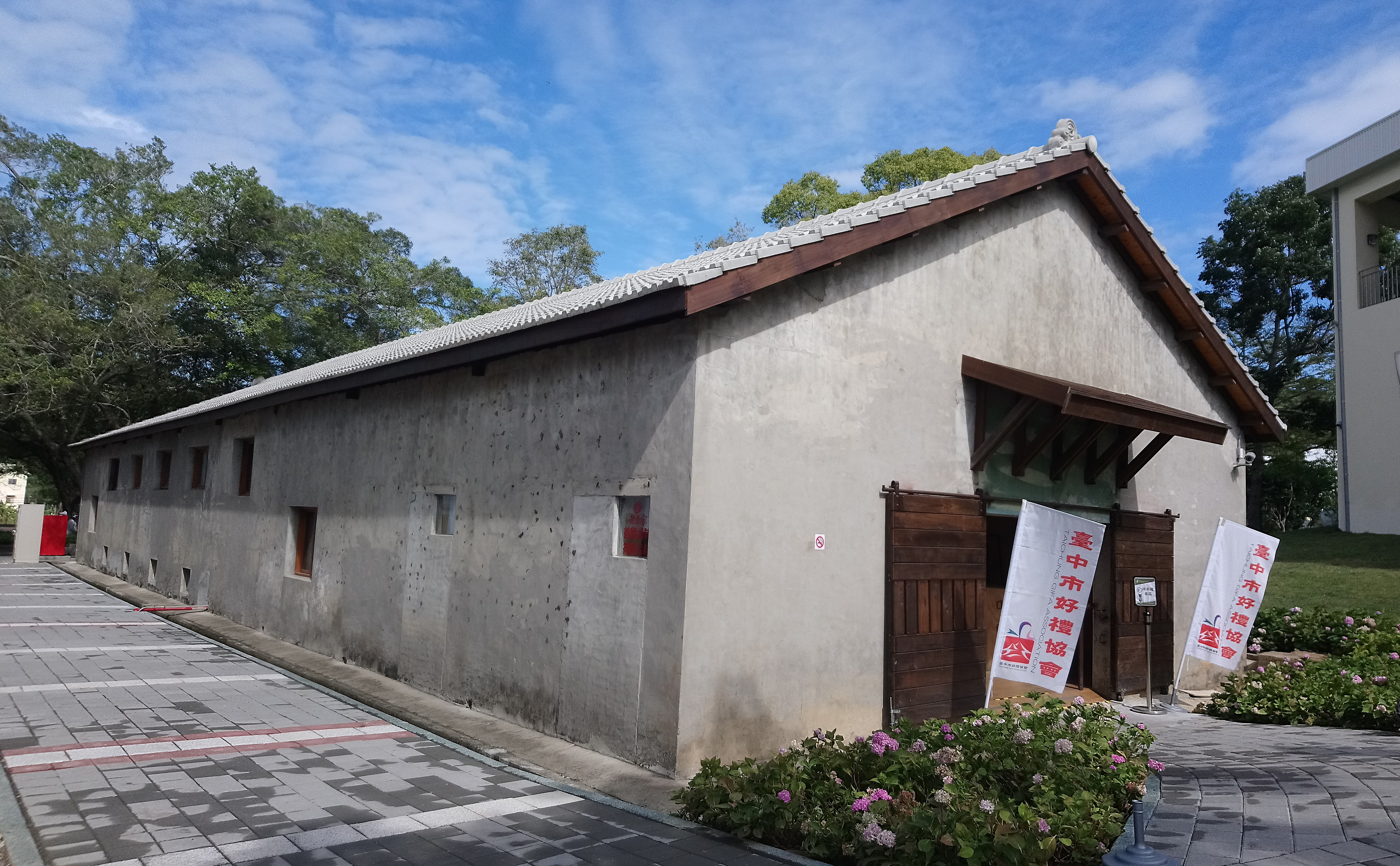
第八馬廄
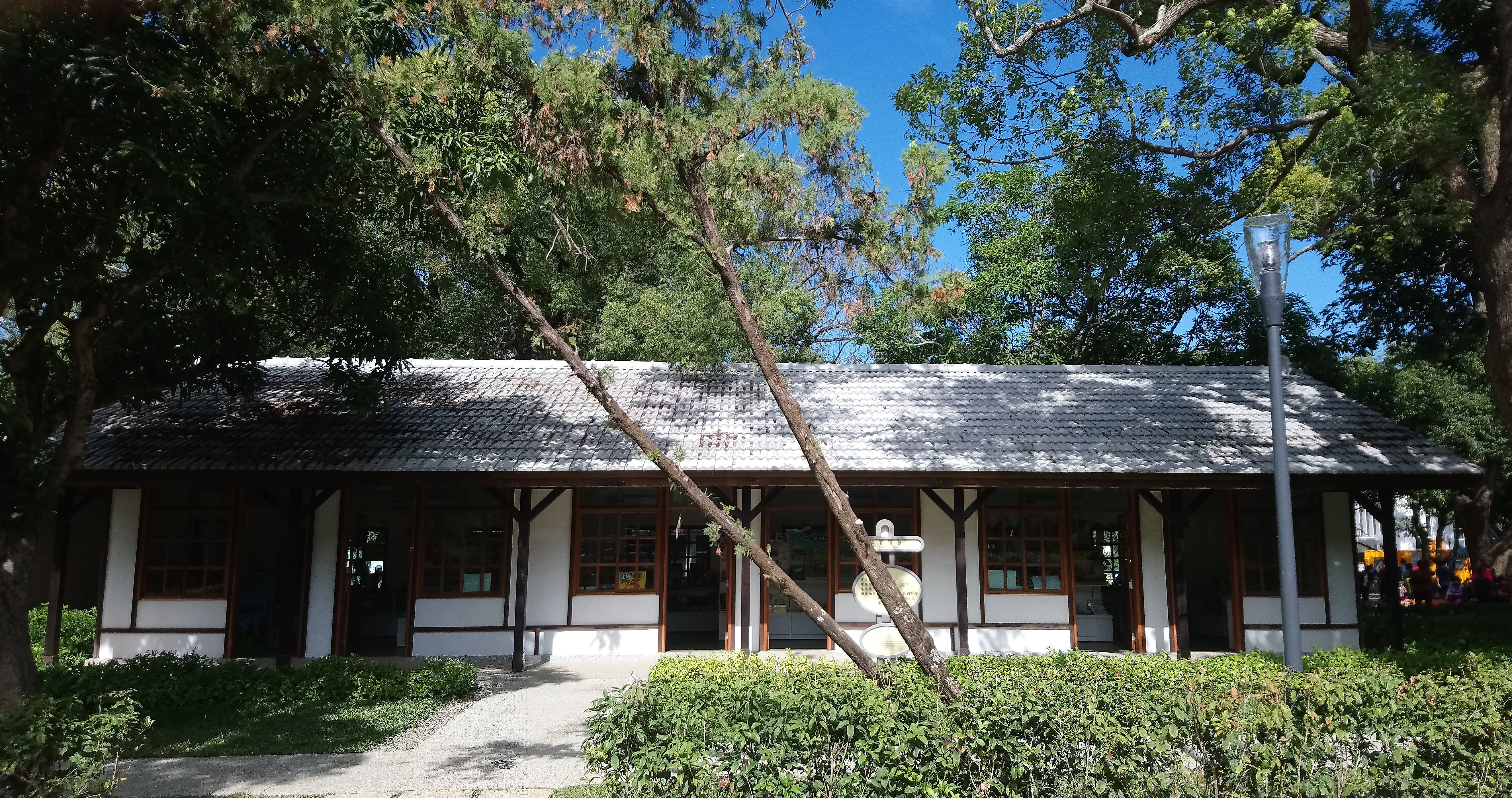
軍官宿舍
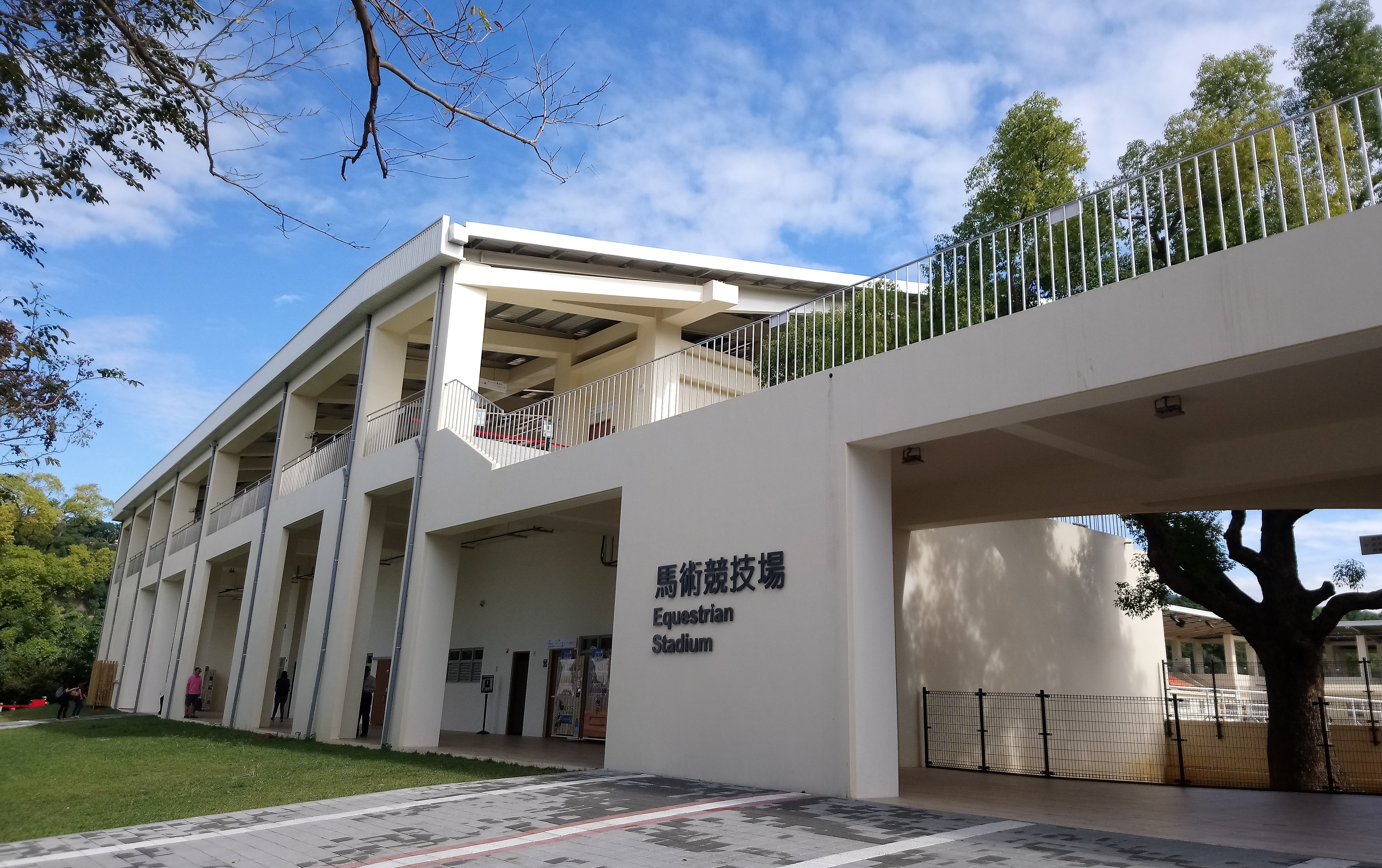
馬術競技場
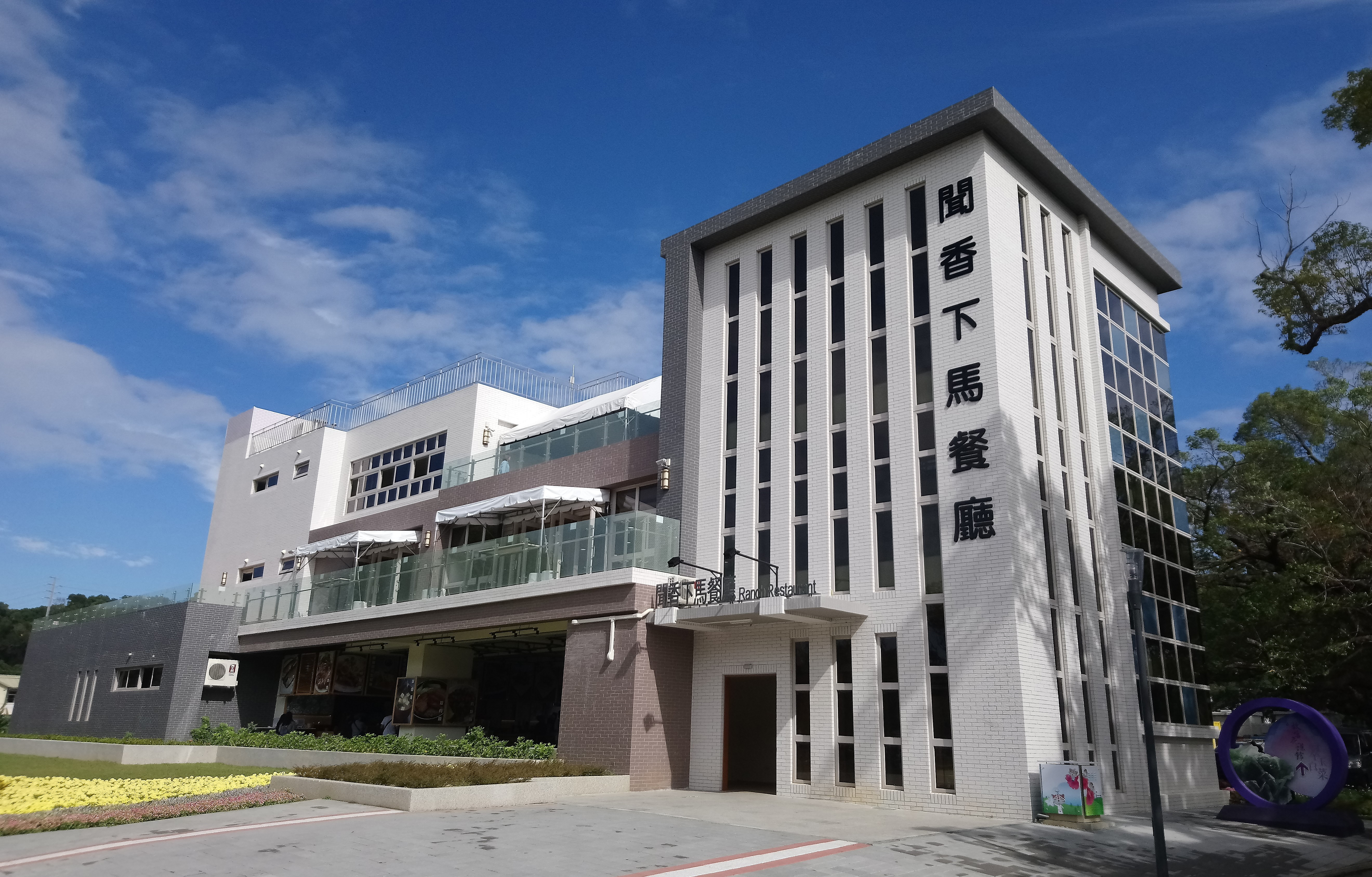
聞香下馬餐廳

## 交通
周邊主要道路
- 后豐交流道
- 三豐路
- 科路
- 馬場路

大眾運輸
- 台鐵后里車站→臺中市公車
- 臺中市公車：155路、155副、214路、811路

## 外部連結
- 臺中觀光旅遊網-后里馬場（页面存档备份，存于）
- 臺中市文化資產處-后里馬場場長宿舍（页面存档备份，存于）
- 臺中市文化資產處-后里馬場馬廄、場本部、紀念碑（页面存档备份，存于）
- 臺中市文化資產處-后里馬場（页面存档备份，存于）
- 文化部文化資產局-后里馬場（页面存档备份，存于）
- 文化部文化資產局-后里馬場馬廄、場本部、紀念碑（页面存档备份，存于）
- 文化部文化資產局-后里馬場場長宿舍（页面存档备份，存于）